# Boze Wolf

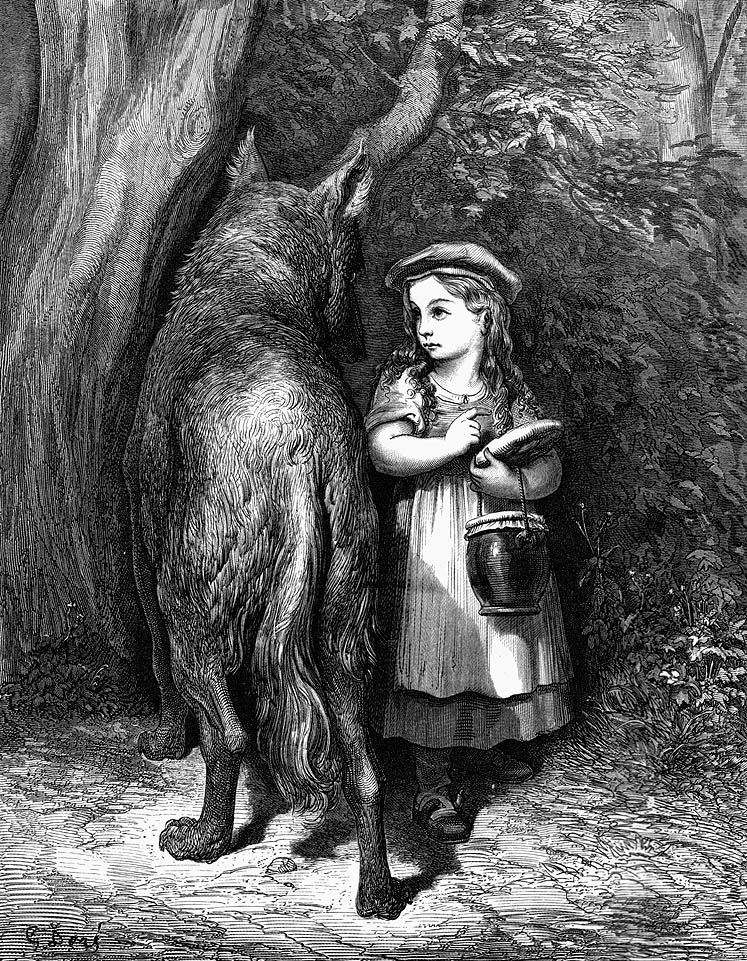
De Boze Wolf in een tekening van Gustave Doré

De Boze Wolf (ook wel de Grote Boze Wolf) is een personage dat in veel sprookjes voorkomt, onder meer in enkele fabels van Aesopus en de sprookjes van Grimm (Roodkapje). De Boze Wolf komt oorspronkelijk uit het kindersprookje De wolf en de drie biggetjes uit de achttiende eeuw.

## Versies in folkloristische verhalen
- In de Fabels van Aesopus:[1][2]
  - De jongen die wolf riep
  - De wolf en de hond
  - De wolf en de kraanvogel
  - De wolf en het lam
- In de sprookjes van Grimm:
  - Roodkapje
  - De wolf en de zeven geitjes
- De wolf en de drie biggetjes, voor het eerst verschenen in "English Fairy Tales" (1890) door Joseph Jacobs
- Peter en de wolf, een Russisch muzikaal sprookje van Sergej Prokofjev uit 1936

## Versies in de moderne media
- Als animatie van de Amerikaanse regisseur Tex Avery, voor het eerst in 1942 in Blitz Wolf
- Als animatie van Warner Bros. onder de naam Ralph Wolf, voor het eerst in 1953 in de korte film Don't Give Up the Sheep, vooral bekend uit Looney Tunes en Merrie Melodies
- In De Fabeltjeskrant , een Nederlandse kindertelevisieserie uit 1968 als Bor de Wolf
- In Nu Pogodi!, een animatieserie uit de Sovjet-Unie uit 1969
- In De Efteling-elfjes, een stripverhaal uit 1977 uit de Suske en Wiske-reeks
- In Roel en zijn beestenboel, een Nederlandse stripreeks van Gerrit de Jager en Wim Stevenhagen uit 1979
- In Little Red Riding Hood and the Wolf, een gedicht van Roald Dahl uit 1982
- In Into the Woods, een musical uit 1987
- In Fury of the Furries, een videospel uit 1993.
- In De grote boze wolf show, Belgische televisieserie op Ketnet uit 2000
- In The 10th Kingdom, een Amerikaanse miniserie uit 2000
- In Shrek, een serie animatiefilms, sinds 2001 (zie ook Lijst van personages uit Shrek)
- In De 3 Biggetjes, een musical van Studio 100 uit 2003 en 2007
- In Hoodwinked!, een Amerikaanse animatiefilm uit 2005
- In Sprookjesboom, een Nederlandse animatieserie uit 2006
- In De grote boze wolf, een boek van Leonie Kooiker uit 2006
- In een aflevering van Sesamstraat uit 2007

### Disneys versie
In verhalen rond het Duckstadse bos heet de [Grote] Boze Wolf "Midas Wolf". Hij heeft hier ook een zoontje, Wolfje. De verhalen van Disney zijn enkel "vervolgverhalen" op De wolf en de drie biggetjes, elementen uit andere klassieke sprookjes met de Grote Boze Wolf komen hier niet voor als op zichzelf staande verhaallijn.

## Galerij

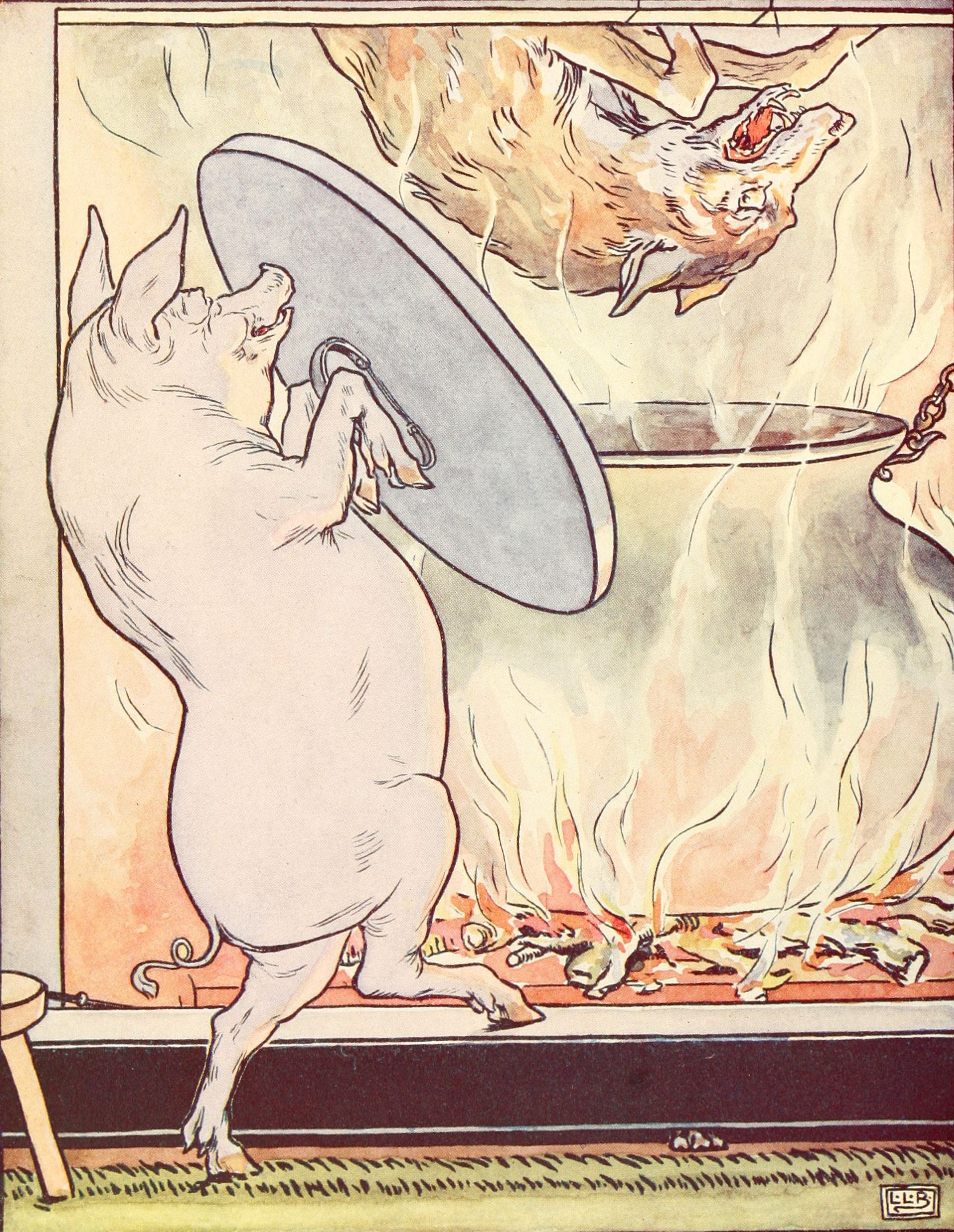
Illustratie door L. Leslie Brooke, van The Golden Goose Book, Frederick Warne & Co. (1905)
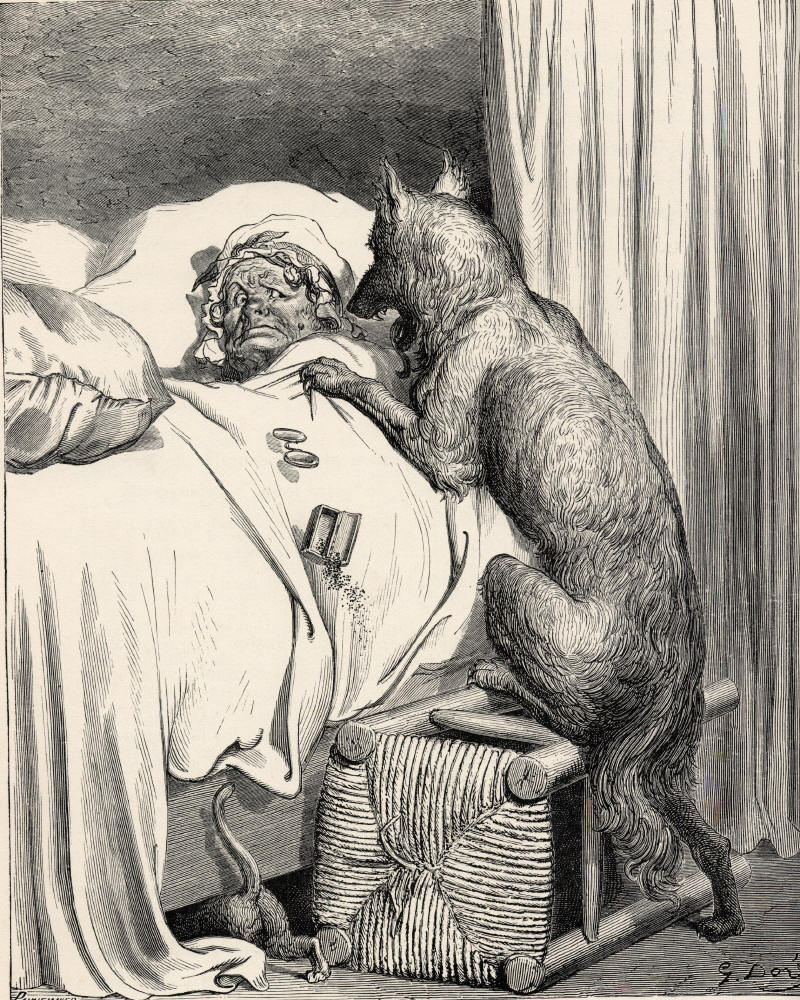
Illustratie voor Le Petit Chaperon Rouge (1697) van Charles Perrault, geïllustreerd door Gustave Doré.
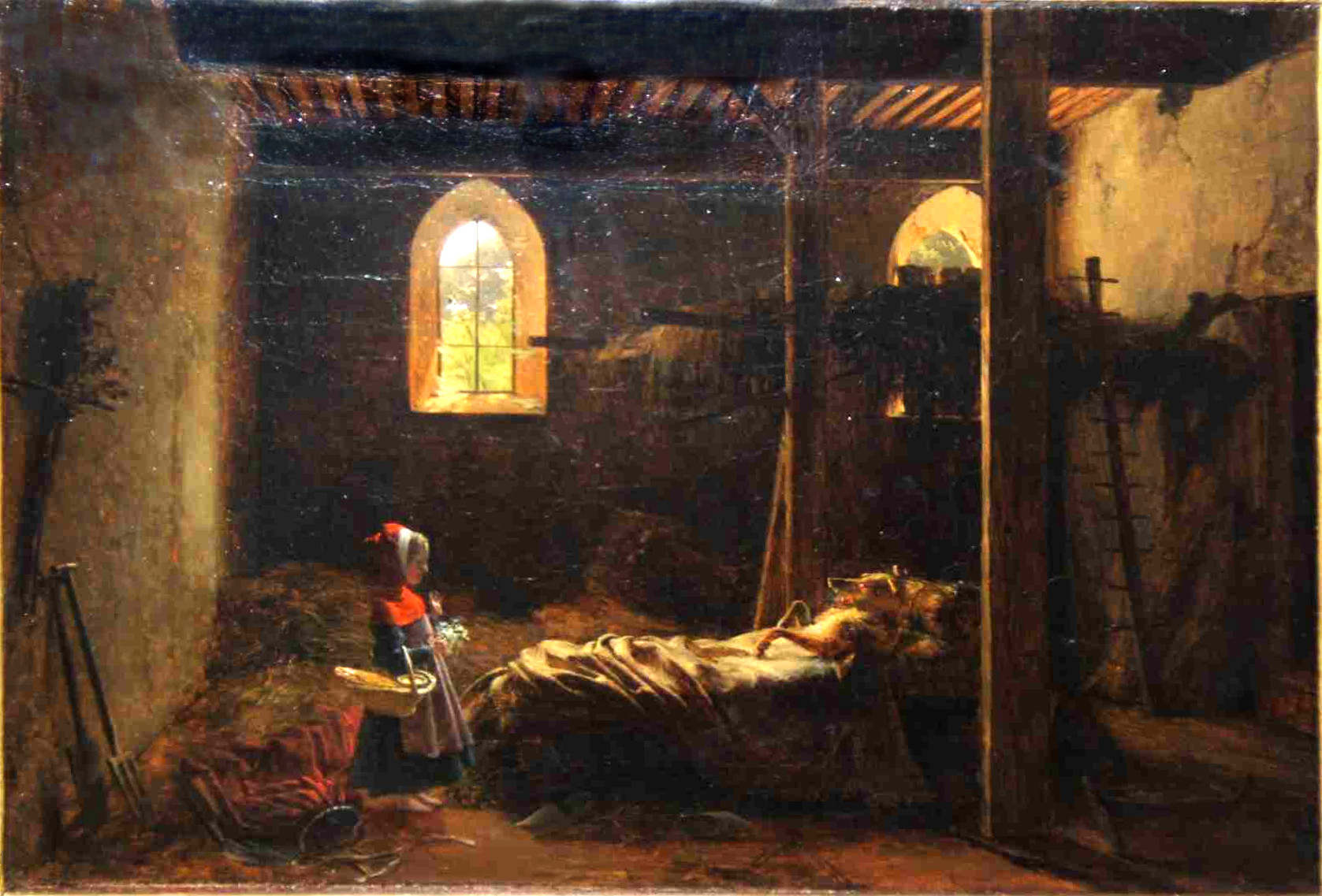
Little Red Riding Hood, negentiende-eeuws schilderij door Fleury-François Richard
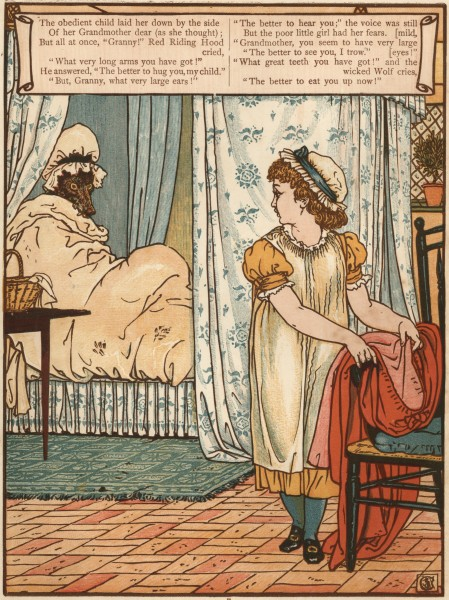
"The better to see you with", houtsnede door Walter Crane